# كأس الدوري الإسباني 1984

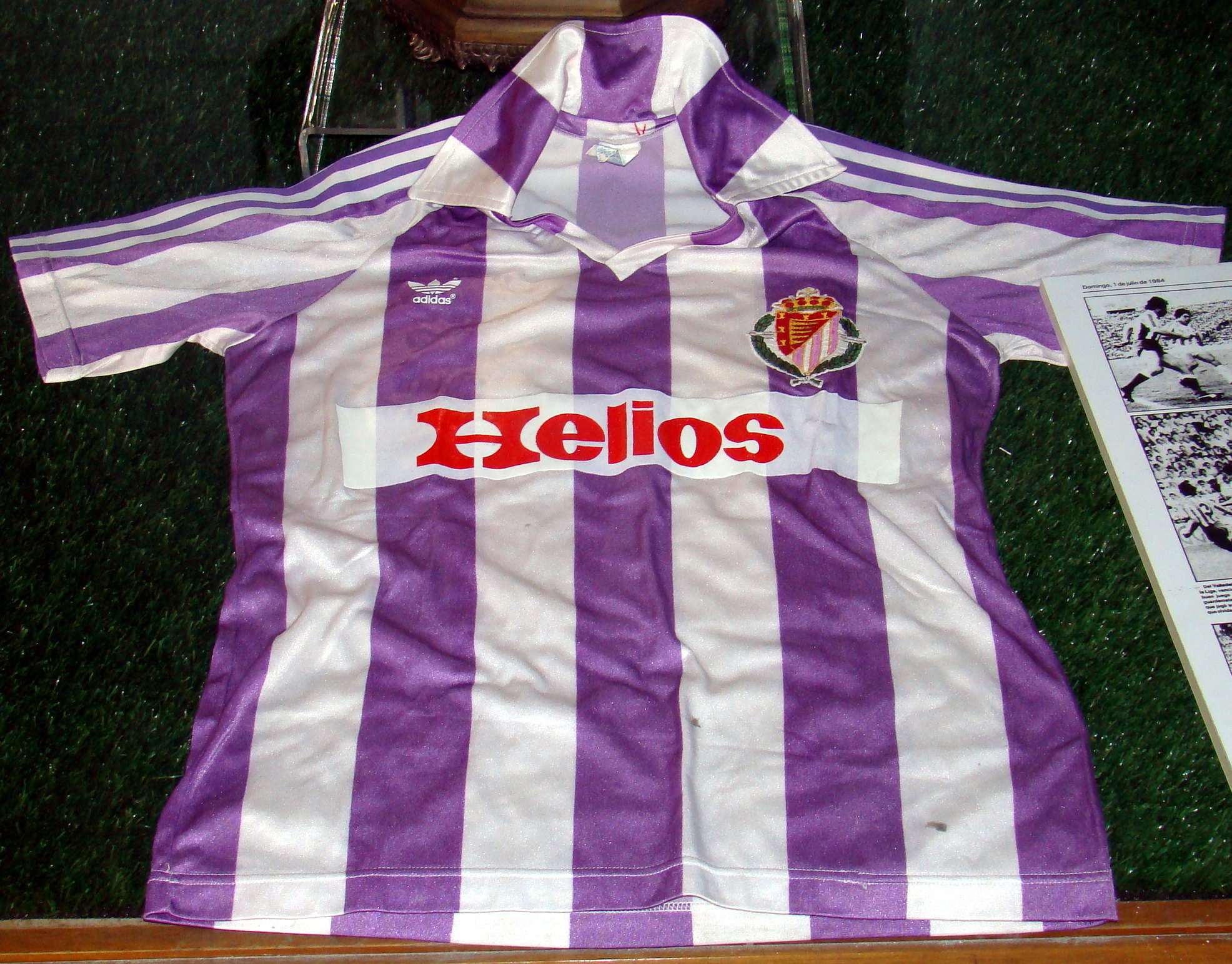
الزي الرسمي لريال بلد الوليد موسم 1983/84، عندما فاز بلقبه الرسمي الوحيد: كأس الدوري الإسباني 1984.

كأس الدوري الإسباني 1984 هي النسخة الثانية من بطولة كأس الدوري الإسباني. انطلقت البطولة في 4 مايو 198، وانتهت في 30 يونيو 1984. بسبب ضيق الوقت والتشبع وضغط الأندية، استمرت البطولة لمدة 4 سنوات فقط منذ عام 1982، حتى تم إلغاؤها في 1986.

## النظام
لُعب كأس الدوري الإسباني من قبل 18 فريقًا من الدوري الإسباني 1983–84 والفائزين الأربعة بكأس الدوري الأسباني 1983 من الدرجة الثانية والدرجة الثانية ب والدرجة الثالثة. لٌعبت جميع الجولات بنظام الذهاب والإياب. يتأهل الفريق الذي سجل أكبر عدد من الأهداف في النتيجة الإجمالية للمباراتين إلى الدور التالي. تم إعفاء الفرق التي بلغت نهائي كأس ملك إسبانيا 1983-84 من خوض الدور الثاني.

### فرق الدوري الاسباني
| - أثلتيك بلباو - أتلتيكو مدريد - نادي برشلونة - ريال بيتيس - نادي قادش | - إسبانيول - نادي مالقا - ريال مايوركا - أوساسونا - ريال مدريد | - ريال مورسيا - ريال سرقسطة - ريال سوسيداد - ريال بلد الوليد - نادي سالامانكا | - نادي اشبيلية - سبورتينج خيخون - نادي فالنسيا لكرة القدم |

### الفرق الأخرى
- أتلتيكو مدريد ب، الفائز بكأس الدوري الإسباني الدرجة الثانية 1983.
- سبورتينغ خيخون ب، الفائز بكأس الدوري الإسباني الدرجة الثانية ب المجموعة الأولى 1983.
- نادي ألباسيتي، الفائز بكأس الدوري الإسباني الدرجة الثانية ب المجموعة الثانية 1983.
- ريال مدريد ج، الفائز بكأس الدوري الإسباني الدرجة الثالثة 1983.

## الدور الأول
الذهاب: 4 و6 و9 مايو 1984. الإياب: 13 و15 و23 مايو 1984.
| الفريق الأول    | إجم.     | الفريق الثاني    | مباراة الذهاب | مباراة الإياب |
| --------------- | -------- | ---------------- | ------------- | ------------- |
| إشبيلية         | (ج.) 1-1 | فالنسيا          | 1-0           | 0-1           |
| ريال مدريد      | 3-4      | أتلتيكو مدريد    | 1-1           | 2-3           |
| إسبانيول        | 6-2      | ريال مورسيا      | 2-1           | 4-1           |
| ريال بلد الوليد | 5-2      | ريال سرقسطة      | 1-0           | 4-2           |
| ريال سوسيداد    | 2-0      | قادش             | 2-0           | 0-0           |
| ريال مايوركا    | 4-2      | سالامانكا        | 3-1           | 1-1           |
| أوساسونا        | 6-2      | ألباسيتي         | 1-1           | 5-1           |
| مالقا           | 3-0      | أتلتيكو مدريد ب  | 1-0           | 2-0           |
| ريال مدريد ج    | 0-3      | سبورتينغ خيخون   | 0-0           | 0-3           |
| ريال بيتيس      | (ج.) 4-4 | سبورتينغ خيخون ب | 0-0           | 4-4           |

## الدور الثاني
الذهاب: 19 و 20 مايو 1984. الإياب: 27 و28 مايو 1984.
| الفريق الأول   | إجم. | الفريق الثاني | مباراة الذهاب | مباراة الإياب |
| -------------- | ---- | ------------- | ------------- | ------------- |
| برشلونة        | 3-2  | ريال سوسيداد  | 3-0           | 0-2           |
| أثلتيك بلباو   | 3-6  | أتلتيكو مدريد | 1-3           | 2-3           |
| سبورتينغ خيخون | 4-2  | أوساسونا      | 3-0           | 1-2           |
| ريال مايوركا   | 4-1  | مالقا         | 2-1           | 2-0           |

- معفى: ريال بيتيس، إسبانيول، إشبيلية، ريال بلد الوليد.

## ربع النهائي
الذهاب: 2 و3 يونيو 1984. الإياب: 9 و10 يونيو 1984.
| الفريق الأول   | إجم.     | الفريق الثاني   | مباراة الذهاب | مباراة الإياب |
| -------------- | -------- | --------------- | ------------- | ------------- |
| سبورتينغ خيخون | 1-2      | ريال بيتيس      | 0-1           | 1-1           |
| إسبانيول       | 2-6      | أتلتيكو مدريد   | 0-2           | 2-4           |
| ريال مايوركا   | 4-4 (ج.) | برشلونة         | 2-1           | 2-3           |
| إشبيلية        | 3-3 (ج.) | ريال بلد الوليد | 2-0           | 1-3           |

## نصف النهائي
الذهاب: 16 يونيو 1984. الإياب: 21 يونيو 1984.
| الفريق الأول | إجم. | الفريق الثاني   | مباراة الذهاب | مباراة الإياب |
| ------------ | ---- | --------------- | ------------- | ------------- |
| برشلونة      | 2-4  | أتلتيكو مدريد   | 1-2           | 1-2           |
| ريال بيتيس   | 2-3  | ريال بلد الوليد | 2-0           | 0-3           |

## النهائي

### مباراة الذهاب
| أتلتيكو مدريد | 0 – 0 | ريال بلد الوليد |
| ------------- | ----- | --------------- |
|               |       |                 |

### مباراة الإياب
| ريال بلد الوليد                                 | 3 – 0 (ب.و.إ.) | أتلتيكو مدريد |
| ----------------------------------------------- | -------------- | ------------- |
| فوتافا 98' (ه.ع.) · فورتيس 106' · مينغويلا 113' |                |               |

| كأس الدوري الإسباني 1984 |
| ------------------------ |
| بلد الوليد أول لقب       |

## روابط خارجية
- RSSSF